# Paranaspia yayeyamensis
Paranaspia yayeyamensis là một loài bọ cánh cứng trong họ Cerambycidae.